# 서동초등학교 (부산)
서동초등학교는 대한민국 부산광역시 금정구 서동에 있는 공립 초등학교이다.

## 학교 연혁
- 1980년 4월 10일 설립인가
- 1980년 5월 1일 초대 김태정 교장 취임
- 1980년 5월 6일 서동국민학교 개교
- 1981년 2월 19일 제1회 졸업식(585명)
- 1982년 3월 1일 제2대 강석엽 교장 부임
- 1988년 3월 2일 제3대 엄주희 교장 부임
- 1991년 9월 1일 제4대 최맹상 교장 부임
- 1994년 3월 1일 제5대 하영숙 교장 부임
- 1996년 3월 1일 서동초등학교로 명칭 변경
- 1996년 4월 30일 제1기 학교운영위원회 조직
- 1997년 3월 1일 제6대 김영택 교장 부임
- 1998년 12월 14일 민간참여 컴퓨터교육 시작
- 1999년 9월 1일 제7대 임양 교장 부임
- 2000년 4월 30일 학내전산망 준공
- 2000년 12월 31일 멀티미디어 어학실 준공
- 2002년 2월 4일 축열식 전기난방공사 준공
- 2003년 3월 1일 제8대 허성찬 교장 부임
- 2004년 4월 24일 냉난방공사 착공
- 2005년 3월 31일 과학실 현대화 공사 준공
- 2005년 9월 15일 급식실 현대화 공사 착공
- 2006년 3월 1일 제9대 김강영 교장 부임
- 2007년 10월 7일 방과후학습관 환경개선사업
- 2008년 2월 21일 제28회 졸업(누계 10652명)
- 2008년 3월 1일 23학급(특수 2) 편성
- 2009년 2월 21일 제29회 졸업(누계 10755명)
- 2009년 3월 1일 제10대 김진옥 교장 부임
- 2009년 3월 21일 교육복지상담실 개소
- 2009년 5월 1일 서동한마당축제 개최
- 2009년 6월 19일 제2보육교실(느티나무교실) 개소
- 2009년 8월 3일 모둠학습실 완공
- 2009년 9월 1일 장애인용 승강기공사 완공
- 2010년 2월 20일 제30회 졸업(누계 10861명)
- 2010년 3월 1일 18학급(특수 1) 편성
- 2011년 2월 18일 제31회 졸업(누계 10960명)
- 2011년 3월 1일 16학급(특수 1) 편성
- 2012년 2월 14일 제32회 졸업(누계 11022명)
- 2012년 3월 1일 15학급(특수 1) 편성
- 2012년 3월 1일 제11대 하정임 교장 부임
- 2013년 2월 15일 제33회 졸업(누계 11084명)
- 2013년 3월 1일 13학급(특수 1) 편성
- 2014년 2월 17일 제34회 졸업(누계 11133명)
- 2014년 3월 1일 13학급(특수 1) 편성
- 2015년 2월 17일 제35회 졸업(누계 11186명)
- 2015년 3월 1일 12학급(특수 1) 편성
- 2015년 3월 1일 제12대 서영환 교장 부임
- 2016년 2월 19일 제36회 졸업(누계 11223명)
- 2016년 3월 1일 12학급(특수 1) 편성
- 2016년 3월 1일 컴퓨터실 정보화
- 2017년 2월 17일 제37회 졸업(누계 11266명)
- 2017년 3월 1일 10학급(특수 1) 편성
- 2017년 3월 1일 부산다행복학교(혁신학교) 운영

## 참고 자료
- 서동초등학교 - 한국교육학술정보원 학교알리미